# デボラ・フレミング
デボラ・フレミング（Deborah Fleming、1991年6月10日 - ）は、イングランドの女子ラグビー選手。

## プロフィール
- イングランド・ガルバル出身[1]。
- ポジションはフッカー(HO)。
- 身長 171cm、体重 78kg
- 7人制イングランド代表に選ばれたことがある[2]。

## 略歴
2021年、東京五輪の7人制女子イギリス代表スコッドに選ばれた。